# José Barbosa (cenógrafo)
José Barbosa (1900 – 1977) foi um cenógrafo e figurinista português.

## Biografia / Obra

José Barbosa, figurino para Francis Graça em Danúbio Azul, revista Ai-ló, 1931

José Barbosa marcou a evolução na cenografia Portuguesa, tendo projetado cenários e figurinos para todo o género de espetáculo teatral: revista e tragédia, bailado e ópera, comédia e teatro infantil. "Para todos os géneros soube encontrar a atmosfera, a forma, a cor, acrescida daquela criatividade e elegância que o torna diferente de todos, podendo bem ser considerado o maior desenhador teatral do séc.XX".
Influenciado pela estética dos Ballets Russes de Diaghilev, os seus trabalhos pioneiros para o Teatro de Revista (como a revista Água-pé, 1927, onde pela primeira vez colaborou com Francis Graça e Frederico de Freitas) introduziram um gosto modernista na cenografia teatral portuguesa. Depois de um longo período dedicado sobretudo à revista, por volta de 1940 a sua atividade centrava-se sobretudo no teatro declamado. Na década de 1940 colaborou em diversas produções da Companhia Portuguesa de Bailado Verde Gaio.
O espólio do Museu Nacional do Teatro possui um vasto conjunto de maquetas de cenário de sua autoria.

## Alguns espetáculos[5]

### Teatro de revista
- 1926 – Cabaz de Morangos (revista), Cine-teatro Éden, Lisboa.
- 1927 – Sete e Meio (revista), Teatro Apolo, Lisboa.
- 1928 – Carapinhada (revista).
- 1929 – Chá de Parreira (revista), Teatro Variedades, Lisboa.
- 1930 – Feira da Luz (revista), Teatro da Trindade, Lisboa.
- 1931 – Ai-ló (revista), Teatro Avenida, Lisboa.
- 1932 – Areias de Portugal (revista), Teatro Politeama, Lisboa.
- 1936 – A minha Terra (revista), Coliseu dos Recreios, Lisboa.

### Teatro[6]
- 1952 – Castro (encenação de Francisco Ribeiro), Teatro do Povo.
- 1952 – A Commedia dell’arte (encenação de Francisco Ribeiro), Teatro do Povo.
- 1954 – Tio Simplício (encenação de Francisco Ribeiro), Teatro do Povo.

### Outros espectáculos
- 1937-38 – Figurinos para as atuações de Francis Graça e Ruth Walden na tournée do Brasil.
- 1940 – Inês de Castro, Companhia Portuguesa de Bailado Verde Gaio, Teatro da Trindade, Lisboa.
- 1948 – Nazaré e Três Danças, Companhia Portuguesa de Bailado Verde Gaio, Teatro Nacional de S. Carlos, Lisboa.